# Kanton Montgeron
Kanton Montgeron is een voormalig kanton van het Franse departement Essonne. Kanton Montgeron maakte deel uit van het arrondissement Évry en telde 22.157 inwoners (2005). Het werd opgeheven bij decreet van 24 februari 2014, met uitwerking op 22 maart 2015.

## Gemeenten
Het kanton Montgeron omvatte de volgende gemeente:
- Montgeron